# ソビエト・西ドイツ武力不行使条約
ソビエト・西ドイツ武力不行使条約（ソビエト・にしドイツぶりょくふこうしじょうやく）は、1970年8月12日にモスクワで締結された、ソビエト社会主義共和国連邦とドイツ連邦共和国（当時の西ドイツ）との間に締結された条約である。一般にモスクワ条約としても知られている。
当時の最高指導者は、ソ連側はレオニード・ブレジネフ共産党書記長やアレクセイ・コスイギン首相、西ドイツ側はヴィリー・ブラント首相であった。

## 条約締結までの経緯
第二次世界大戦後に東西へ分断されたドイツのうち、資本主義諸国になった西ドイツは1955年に国家主権を回復するとコンラート・アデナウアー首相がソ連を訪問し、国交を回復した。その一方、同年に西ドイツはハルシュタイン原則を発表しドイツ民主共和国（東ドイツ）を承認した国（ソ連を除く）とは自動的に国交を断絶するという外交方針を採った。また、東ドイツを国家として承認せず、東西ドイツの対立は改善されなかった。
また、西ドイツは第二次世界大戦で喪失した東方領土への領有権を放棄せず、オーデル・ナイセ線と呼ばれた東ドイツ・ポーランド間の国境線を承認しなかった。これにより、西ドイツと東欧諸国の間には常に緊張状態が続き、東西冷戦の一因ともなっていた。1968年のプラハの春とその後のワルシャワ条約機構軍（大半はソ連軍）のチェコスロヴァキア軍事侵攻は両者の関係を更に冷え込ませた。
しかし、1969年に西ドイツでドイツ社会民主党中心のブラント政権が誕生すると「東方外交」が提唱され、ハルシュタイン原則が放棄された。これにより東欧諸国との外交関係樹立が開始されたが、それを本格化させ、戦争からの和解を実現するためには、自らは領土的野心をもはや持たないことを証明し、オーデル・ナイセ線を認めて現状の国境を受け入れることが不可欠であった。
一方ソ連では以前からの中ソ対立が1969年には大規模な中ソ国境紛争に発展し、西側に対してかつてのような強硬策を採ることが難しくなっていった。また、社会主義経済の非効率性が徐々に深刻化し、西側との経済格差が拡大していく中で、西ドイツとの和解と経済関係の強化は重要性を増していった。
また、この東西和解を背景にソ連と西ドイツの間での経済協力が大幅に進んだ。この条約の締結の前に、既に西ドイツによりソ連国内での大規模な資源開発プロジェクトが進んでいた。

## 条約の主な内容
西ドイツはドイツの東方国境線としてオーデル・ナイセ線を承認し、それ以東の地域での領有権を放棄する。
旧西プロイセン・東プロイセン－ソ連領のロシア・ソビエト連邦社会主義共和国・カリーニングラード州、ポーランドのポモージェ県など
旧シュレジェン－ポーランド領のシロンスク県など。
ソ連・西ドイツ両国は相互の主権を尊重し、相互領土への武力不行使を宣言する。

## その後への影響
西ドイツ国内では東方領土の正式な放棄を含むこの条約への抵抗が根強く、ドイツ連邦議会での条約批准は1972年まで持ち越されたが、ブラント政権の東方外交はその後も継続された。その進展にとって最大のハードルであった東部国境の承認は、領土をめぐる長年の戦争から西ドイツを解放し、平和の確保へ大きく舵を切った。
その後、同年には西ドイツ・ポーランド間の条約も締結され、1972年の東西ドイツ基本条約による両ドイツの相互国家承認や、1973年の国際連合同時加盟へ道筋を付けた。
一方、ソ連には「ドイツの復讐」という歴史的脅威からの解放や、西欧諸国との協力関係強化をもたらした。これ以後、西ドイツを含む欧州共同体 (EC) との経済関係は大きく拡大した。
この東西共存への流れは西ドイツ一国に留まらず、1972年には全欧安全保障協力会議（CSCE）が設置され、1975年のヘルシンキ宣言で戦後に画定された国境の相互承認と不可侵、各国主権の尊重、東西両陣営における基本的人権の保護などへとつながった。
なお、ブラント首相はこれらの条約締結の功績から1971年にノーベル平和賞を受けることになった。

## 関連事項
- 東方外交